# Jada Pinkettová Smithová
Jada Pinkettová Smithová (* 18. září 1971 Baltimore, Maryland, USA) je americká herečka, známá jako Niobe z filmové série Matrix či hlas hrošice Glorie ze série animovaných filmů Madagaskar. Objevila se také např. v komedii Zamilovaný profesor (1996), televizním snímku Kdyby zdi mohly mluvit (1996), krimithrilleru Collateral (2004), dramatu Volání o pomoc (2007) či komedii Divoká dámská jízda (2017), účinkovala i v televizním sitcomu A Different World (1991–1993) nebo temném krimiseriálu Gotham (2014–2017).
V roce 1997 pojala za muže herce Willa Smithe, s nímž měla postupně syna Jadena a dceru Willow, sňatkem se také stala nevlastní matkou Smithova syna z předchozího manželství Treye. Roku 2018 začala moderovat talk show Red Table Talk, a to společně se svojí matkou Adrienne Banfield Norris a dcerou Willow Smith, za což získala americkou televizní cenu Emmy. Americký časopis Time ji v této trojici vyhlásil na seznamu 100 nejvlivnějších osobností roku 2021.

## Filmografie

### Film
| Rok  | Název                           | Postava                  | Poznámky                               |
| ---- | ------------------------------- | ------------------------ | -------------------------------------- |
| 1993 | Hrozba společnosti              | Ronnie                   |                                        |
| 1994 | Neobyčejné léto                 | Lauren Kelly             |                                        |
| 1994 | Jason a Lyric                   | Lyric                    |                                        |
| 1994 | Mizera                          | Peaches                  |                                        |
| 1995 | Povídky ze záhrobí: Rytíř Démon | Jeryline                 |                                        |
| 1996 | Zamilovaný profesor             | Carla Purty              |                                        |
| 1996 | Kdyby zdi mohly mluvit          | Patti                    | TV film                                |
| 1996 | Vabank                          | Lida „Stony“ Newsom      |                                        |
| 1997 | Vřískot 2                       | Maureen Evans            | cameo, v titulcích jako „Jada Pinkett“ |
| 1998 | Divoká Woo                      | Woo                      |                                        |
| 1998 | Blossoms and Veils              | Raven                    | krátký film                            |
| 1998 | Poprava                         | M. J. Major              |                                        |
| 1998 | Vítejte v Hollywoodu            | Jada Pinkett Smith       | cameo                                  |
| 1999 | Princezna Mononoke              | Toki                     | hlas                                   |
| 2000 | Síla klamu                      | Sloan Hopkins            |                                        |
| 2001 | Přichází království nebeské     | Charisse Slocumb         |                                        |
| 2001 | Ali                             | Sonji Roi                |                                        |
| 2003 | Maniac Magee                    | Amanda Beale             | TV film                                |
| 2003 | Matrix Reloaded                 | Niobe                    |                                        |
| 2003 | Matrix Revolutions              | Niobe                    |                                        |
| 2004 | Collateral                      | Annie Farrell            |                                        |
| 2005 | Madagaskar                      | Gloria                   | hlas                                   |
| 2005 | A Christmas Caper               | Gloria                   | hlas, v titulcích neuvedená            |
| 2007 | Volání o pomoc                  | Janeane Johnson          |                                        |
| 2008 | Ženy                            | Alex Fisher              |                                        |
| 2008 | Hloubka duše                    | Rita                     | také režie a scénář                    |
| 2008 | Madagaskar 2: Útěk do Afriky    | Gloria                   | hlas                                   |
| 2009 | Šťastný a veselý Madagaskar     | Gloria                   | hlas                                   |
| 2012 | Muži v černém 3                 | Party Guest              | v titulcích neuvedená                  |
| 2012 | Madagaskar 3                    | Gloria                   | hlas                                   |
| 2013 | Valentýnský Madagaskar          | Gloria                   | hlas                                   |
| 2014 | Tučňáci z Madagaskaru           | Gloria                   | hlasové cameo                          |
| 2015 | Bez kalhot XXL                  | Rome                     |                                        |
| 2016 | Matky na tahu                   | Stacy                    |                                        |
| 2017 | Divoká dámská jízda             | Lisa Cooper              |                                        |
| 2019 | Pád anděla                      | FBI Agent Helen Thompson |                                        |
| 2021 | Matrix Resurrections            | Niobe                    |                                        |

### Televize
| Rok             | Název              | Postava                | Poznámky                                                  |
| --------------- | ------------------ | ---------------------- | --------------------------------------------------------- |
| 1990            | True Colors        | Beverly                | Díl: „Life with Fathers“, v titulcích jako „Jada Pinkett“ |
| 1990            | Moe's World        | Natalie                | TV film                                                   |
| 1991            | 21 Jump Street     | Nicole                 | Díl: „Homegirls“, v titulcích jako „Jada Pinkett“         |
| 1991            | Sestra Hawthornová | Trish Andrews          | Díl: „Air Doogie“, v titulcích jako „Jada Pinkett“        |
| 1991–1993       | A Different World  | Lena James             | 46 dílů                                                   |
| 2009–2011       | Hawthorne          | Christina Hawthorne    | hlavní postava                                            |
| 2014–2017       | Gotham             | Fish Mooney            | vedlejší postava (1. řada), zvláštní host (2.–3. řada)    |
| 2018–současnost | Red Table Talk     | sebe sama              | moderátorka a výkonná producentka                         |
| 2022            | The Equalizer      | Jessie "The Worm" Cook | Díl: „Legacy“                                             |

### Videohry
| Rok  | Název            | Postava | Poznámky             |
| ---- | ---------------- | ------- | -------------------- |
| 2003 | Enter the Matrix | Niobe   | hlas, motion capture |